# Etheostoma etowahae
Etheostoma etowahae — вид окунеподібних риб родини Окуневі (Percidae). Вид є ендеміком штату Джорджія у США, де трапляється лише в річці Етова і двох її притоках. Занесений у федеральний список зникаючих видів США.

## Опис
Ця риба коричневого або сіруватого забарвлення з темними плямами по боках. У період розмноження в самця розвивається синьо-зелена пляма на грудях.

## Спосіб життя
Ця риба живе у струмках і ріках у районах, де є кам'янисте дно з гравієм. Вона живе лише у річці Етова і її притоках Лонг Свамп і Амікалола Крік.

## Охоронний статус
Цей вид через руйнування та зміну середовища його проживання перебуває під загрозою зникнення.